# Баніоніс Донатас Юозович
Дона́тас Баніо́ніс (Баніоніс Донатас Юозович; лит. Donatas Banionis; 28 квітня 1924, Каунас — 4 вересня 2014, Вільнюс, Литва) — радянський, литовський актор театру та кіно, режисер. Народний артист Литовської РСР (1973). Народний артист СРСР (1974). Почесний громадянин міста Паневежис (1999). Відомий співпрацею із кінематографом СРСР.

## Життєпис
Народився в родині кравця Юозаса Баніоніса (1890—1961) і Енн Баніоніне (1900). Батьки були люди творчі, співали. Після розлучення батьків Донатас залишилося жити з батьком, сестра — з матір'ю.
1932—1937 навчався у середній школі. Згодом вступив у Каунаську Школу ремесел кераміки. Там же почав брати участь у аматорських виставах. Але як позаштатний актор почав працювати в Державному театрі лише після совєцької окупації, коли у Паневежисі відкрили театр.
Працював в керамічній майстерні. У 1941—1945 рр.. навчався в акторській студії Ю. Мільтініса. З 1941 р. — актор Паневежеського драматичного театру. Зіграв понад 50 ролей.
З 1980—1988 режисер Паневежиського театру. У ці ж роки закінчив Державну консерваторію Литовської РСР (1982—1984).
Глибокий драматичний актор, працював з багатьма відомими кінорежисерами (зокрема, з Вітаутасом Жалакявічюсом, Григорієм Козінцевим, Андрієм Тарковським, Ельдаром Рязановим, Сергієм Колосовим, Савою Кулішем, Михайлом Калатозовим, Конрадом Вольфом, Михайлом Швейцером, Алоїзом Бренчем та ін.).
Через литовський акцент Донатаса Баніоніса більшість його ролей в радянському і російському кіно дубльовані, зокрема, такими акторами, як: Зіновій Гердт, Ігор Єфімов, Петро Шелохонов, Георгій Жжонов, Володимир Заманський, Олександр Дем'яненко, Геннадій Богачов, Ігор Кваша, Рудольф Панков. Власний голос актора можна почути у фільмах Бережись автомобіля, Операція „Трест“, Змієлов.
До останніх днів продовжував грати у російському та литовському кіно. Удостоєний ряду державних та кінопремій.
До 90-річчя актора був знятий документальний телефільм «Донатас Баніоніс. Я залишився зовсім один» (2014, реж. Михайло Ананьєв).
Після смерті дружини в 2008 році здоров'я актора погіршилося. 2 вересня 2014 Д. Баніоніс був шпиталізований через інсульт. Пішов з життя 4 вересня 2014 року у віці 90 років.

## Фільмографія
Зіграв у кіно понад сімдесят ролей, зокрема:
- «Ніхто не хотів помирати» (1965, Вайткус)
- «Маленький принц»/Mažasis princas (1966, доросла людина)
- «Бережись автомобіля» (1966, пастор, покупець «Волги»)
- «Операція „Трест“» (1967, Едуард Оттович Стауніц[ru]
- «Мертвий сезон» (1968, Костянтин Тимофійович Ладейніков, розвідник)
- «Червоний намет»/La Tenda rossa (1969, Маріано)
- «Король Лір» (1970, герцог Олбані)
- «Червоний дипломат. Сторінки життя Леоніда Красіна» (1971, Сава Морозов)
- «Гойя, або Тяжкий шлях пізнання» (1971, Франсіско Гойя)
- «Соляріс» (1972, Кріс Кельвін)
- «Командир щасливої „Щуки“» (1972, комісар Щ-721 Віктор Іонович Шеркніс)
- «Втеча містера Мак-Кінлі» (1975, містер Мак-Кінлі)
- «Бетховен. Дні життя» (1976, Людвіг ван Бетховен)
- «Життя і смерть Фердинанда Люса» (1976, Фердинанд Люс)
- «Сумка інкасатора» (1977, Олексій Петрович Туляков)
- «Озброєний і дуже небезпечний» (1977, Габріель Конрой, старатель),
- «Кентаври» (1978, Президент)
- «13-й апостол» (1978, батько)
- «Де ти був, Одіссей?» (1978, Одеська кіностудія, т/ф; «Одіссей», він же Птіжан, він же Леман, радянський розвідник)
- «Клуб самогубців, або Пригоди титулованої особи» (1979, Голова клубу самогубців, він же Нік Ніколс)
- «Андрюс» (1980, Раупленас )
- «Медовий місяць в Америці» (1981, Алан)
- «Прийдешньому віку» (1985, Рино Феліче, італійський журналіст)
- «Змієлов» (1985, Борис Дмитрович)
- «Крик дельфіна» (1986, Бар-Маттай)
- «Загін» (1987, Гаррі Майлстоун)
- «Наприкінці ночі» (1987, Ейман, лікар)
- «Вхід в лабіринт» (1989, Мазарді)
- «Депресія»/Depresija (1991, «Старий»)
- «Сім днів після вбивства» (1991, слідчий)
- «Ятринська відьма» (1991)
- «Ті, що п'ють кров» (1991)
- «Нові пригоди Ніро Вульфа і Арчі Гудвіна» (2004, «Ніро Вульф»)
- «Сага древніх булгар. Лествиця Володимира Красне Сонечко» (2005, воєвода Свенельд)
- «Ленінград» (2005, т/с, Тойво)
- «Тадас Блінда. Початок»/Tadas Blinda. Pradžia (2011, Михайло Муравйов)

та інших.

## Фестивалі та премії
- 1966 — МКФ в Карлових Варах: Приз за виконання чоловічої ролі («Ніхто не хотів умирати» 1965)
- 1966 — ВКФ (Всесоюзний кінофестиваль): Перший приз акторові («Ніхто не хотів умирати» 1965)
- 1967 — Державна премія СРСР («Ніхто не хотів умирати» 1965)
- 1969 — МКФ пригодницьких фільмів у Софії: Премія виконавцю головної ролі («Мертвий сезон» 1968)
- 1972 — Національна премія ГДР («Гойя, або Тяжкий шлях пізнання» 1971)
- 1977 — Державна премія СРСР («Втеча містера Мак-Кінлі» 1975)
- 1999 — ОКФ «Кіношок» в Анапі: Приз «Пані удача» імені Павла Луспекаєва «За мужність і видатні заслуги у творчості»
- 2004 — МКФ дитячого кіно в Москві: Приз Фонду Ролана Бикова «За багаторічну плідну співпрацю з кінематографістами Росії»